# Fonte das Bicas
A Fonte das Bicas ou Chafariz de Borba localiza-se em Borba, Portugal.
Edificada em 1781, pela Câmara Municipal (protectora dos interesses da população no que diz respeito ao abastecimento da água), esta fonte constitui um dos símbolos da vila de Borba).
Foi classificada como Monumento Nacional em 1910, por via do Decreto de 16-06-1910, DG, n.º 136, de 23-06-1910.
A Fonte das Bicas tinha o objectivo de ser um monumento a Borba, pelo uso dos mármores, e pela reconstituição do lago onde, segundo a lenda, se achou o barbo que deu o nome à vila.
Pela novidade que trouxe ao Alentejo, a Fonte das Bicas foi modelo para outras fontes monumentais que depois dela surgiram na região.

## Descrição
Na sua composição podemos ver um perfeito ordenamento e distribuição da água. Ao centro, foram colocadas três bicas. Dos lados, mais a baixo, situam-se as bicas destinadas às crianças. 
Da fonte fazia também parte um bebedouro para os animais e um lavadouro. 
Na parte de trás da Fonte das Bicas foi construído um lago artificial, que representa o local onde foi encontrado o grande barbo que deu o nome à vila de Borba.

## Inscrições
Por baixo do medalhão da Rainha D. Maria I lê-se a seguinte inscrição:
IMPERATIBUS FIDELIS SIMA REGINA NOSTRA MARIA NOMINE I: CUM ETDELISSIMO REGE NOSTRO PETRO III: OBTENTA REGIA FACULTATE: SUB AUSPICIO  ET PATROCINIO ILLIMI AC EX MI VICE COMITIS DE LOU RINHAA HUJUS PROVTICI AE GUBERNATORIS VTGILA TISSIMI: SENATUS HUNC COPIOSUM FONTEM ET MA GNIFICUM OPUS CONS TRUERE FECERUNT: IN IL LO (ICTU OCULI) FUL GENT ET NITENT: REGUM MAGNITUDO ET BENEFI CENTIA: PROTECTORIS PO TESTAS ET AMOR: DECURI ONUM ACTIVITAS ET ZE LUS POPULIQUE UTTLITAS ET DECOR: ET IDEO ISTE IN GRATITUDINIS SUAE PER PETUUM MONUMENTUM HANC MEMORIAM EXARARE EECIT. ANNO DOMINI                    MDCCLXXXI
Tradução pelo Padre António Joaquim Anselmo na sua obra "O Concelho de Borba, Elvas, Typographia e Stereoypia Progresso, 1907":
Reinando a nossa Fidelíssima rainha Maria, primeira do nome com o nosso Fidelíssimo rei Pedro III, obtida auctorização régia e sob os auspícios e protecção do III.m° e Ex.m° Visconde da Lourinhã zelosíssimo governador d'esta província: a Câmara mandou construir esta copiosa fonte e magnífica obra, na qual brilha e refulgem (à primeira vista) a grandeza e beneﬁcência real, o poder e o affecto do protector, a actividade e o zelo dos vereadores, e a utilidade e honra do povo. Por isso este, em signal de perpétua gratidão, mandou exarar esta memória no anno do Senhor de 1781.

## Crenças Populares
Ainda hoje, a população acredita que cada uma das bicas é destinada a um estado civil (aos solteiros, aos casados e aos viúvos) e que quem delas beber sempre regressará a Borba. Há inúmeras lendas urbanas sobre o chafariz, como uma que fala sobre a suposta existência de um tesouro secreto nas imediações do chafariz. A lenda acrescenta que somente indivíduos de boa índole e caráter encontraram o tesouro.

## Actualidade
Em Maio de 2009, os bustos de um homem e de uma mulher em mármore maciço foram furtados da Fonte das Bicas.
Os bustos representam os dois sexos das gentes do povo e da igualdade que a Coroa dava aos seus súbditos. O furto foi comunicado à Polícia Judiciária, mas as peças ainda não foram resgatadas.